# Gle Siblah (kulle i Indonesien, lat 5,23, long 95,96)
Gle Siblah är en kulle i Indonesien.   Den ligger i provinsen Aceh, i den västra delen av landet, 1 800 km nordväst om huvudstaden Jakarta. Toppen på Gle Siblah är 50 meter över havet.
Terrängen runt Gle Siblah är platt norrut, men söderut är den kuperad. Terrängen runt Gle Siblah sluttar norrut.Runt Gle Siblah är det ganska tätbefolkat, med 116 invånare per kvadratkilometer. Närmaste större samhälle är Sigli, 17,5 km norr om Gle Siblah. I omgivningarna runt Gle Siblah växer i huvudsak städsegrön lövskog.